# Clásica a los Puertos de Guadarrama 2008
La Clásica a los Puertos de Guadarrama 2008, trentunesima edizione della corsa e valida come evento dell'UCI Europe Tour 2008 categoria 1.1, si svolse il 24 agosto 2008 su un percorso di 146 km. Fu vinta dallo statunitense Levi Leipheimer che terminò la gara in 3h15'10", alla media di 44,88 km/h.
Al traguardo 50 ciclisti portarono a termine il percorso.

## Ordine d'arrivo (Top 10)
| Pos. | Corridore            | Squadra     | Tempo    |
| ---- | -------------------- | ----------- | -------- |
| 1    | Levi Leipheimer      | Astana Team | 3h15'10" |
| 2    | Alberto Contador     | Astana Team | a 41"    |
| 3    | Diego Gallego        | Burgos      | a 49"    |
| 4    | Sergio Pardilla      | Burgos      | a 58"    |
| 5    | Íñigo Landaluze      | Euskaltel   | s.t.     |
| 6    | Javier Moreno Bazán  | Andalucía   | a 1'47"  |
| 7    | Óscar Pujol          | Burgos      | s.t.     |
| 8    | Enrique Salgueiro    | Extremadura | a 1'52"  |
| 9    | Igor Antón           | Euskaltel   | a 2'18"  |
| 10   | David Martín Velasco | Orbea       | a 2'20"  |